# Sleep Well, Little Children
Sleep well, little children ("Dormite bene, bambini") è una moderna canzone natalizia statunitense, scritta nel 1956 da Alan Bergman e Leon Klatzkin.

## Testo
Il testo è di carattere "laico" ed è costituito dall'invito, rivolto a tutti i bambini, di dormire tranquilli la notte della Vigilia di Natale: il giorno dopo infatti sarà Natale ed ogni loro desiderio si "materializzerà" sotto l'albero di Natale.

## Versioni discografiche
Tra i cantanti che hanno inciso il brano, figurano:
- The Carpenters (nell'album Christmas Portrait del 1978)
- Kristin Chenoweth (in A Lovely Way to Spend Christmas del 2008)
- Rosemary Clooney
- Earl Singers Brown
- Andrea Hamil (in My Love Undying, Songs of the Winter Nativity, del 2008)
- Lifehouse
- Vanessa L. Williams (in Star Bright del 1995)